# جيري أنجيلو
جيري أنجيلو (بالإنجليزية: Jerry Angelo)‏ هو مدرب كرة قدم أمريكي، ولد في 1949.